# 阿戈拉克里图斯
阿戈拉克里图斯（英語：Agoracritus），约活动于公元前5世纪前后。古希腊雕刻家之一，公元前440年至公元前400年为其创作期，帕罗斯人，师从菲迪亚斯，主要为大理石雕刻家。最著名的作品为拉姆努斯的《涅美西斯》（公元前431年前创作）的祭拜塑像，现已残缺。他还为雅典广场上的神庙创作了巨型的《神母》大理石塑像。其创作的两翼青铜像也有记载。

## 扩展阅读
- 本条目包含来自公有领域出版物的文本: Chisholm, Hugh (编).  (第11版). London: Cambridge University Press. 1911.